# هوس الكتابة

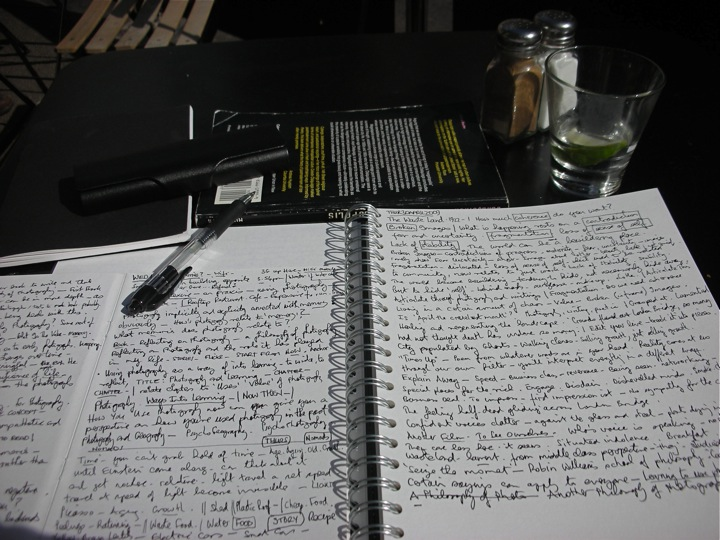

هوس الكتابة (بالإنجليزية: Graphomania)‏ ،(بالإغريقية: γρᾰ́φειν)‏ المعروف أيضا باسم scribomania، يشير إلى الهوس بالكتابة. عند استخدامها في سياق نفسي محدد، فإنها تسمى حالة ذهنية مرضية تؤدي إلى كتابة الكلمات والعبارات المرتبكة، وغالباً ما تتحول إلى تتابع لا معنى له للكلمات وتسمى "graphorrhea".
تم استخدام مصطلح "graphomania" في أوائل القرن التاسع عشر بواسطة جان إتيان إسكيرول ولاحقًا بواسطة يوجين بليولر.